# یوسف‌آباد (سرچشمه)
یوسف‌آباد یک روستا در ایران است که در دهستان سرچشمه شهرستان رفسنجان واقع شده‌است.